# Armentières
Armentières (in piccardo Armintîre, in olandese Armentiers) è un comune francese di 25 507 abitanti situato nel dipartimento del Nord nella regione dell'Alta Francia.
Vi nacque il poeta e critico d'arte Julien Leclercq.

## Società

### Evoluzione demografica
Abitanti censiti

## Amministrazione

### Gemellaggi
- Osterode am Harz
- Stalybridge